# Зауралье (хоккейный клуб)

Товарный знак (логотип), использовался в 2003—2020 годах.

«Зауралье» — хоккейный клуб, выступающий в ВХЛ — Кубке Шёлкового пути. Клуб базируется в городе Кургане. Создан в 1961 году под названием «Зауралец» Клуб включает в себя команду «Зауралье» и ДЮСШ № 6.
Клубные талисманы — бобр Мостик (с 7 сентября 2017 года), Стальмостик (с 4 июля 2024 года).

## История
В 1994 году предприятие «Курганстальмост» начинает финансировать курганскую команду «Турбинка», выступавшую в классе «Б» с 1991 года. На территории средней школы № 20 («подшефной» предприятию) начиналось строительство хоккейного корта с трибунами. По итогам сезона (1994/95) клуб «Мостовик-Турбинка» стал 7 из 11 команд. Основу команды составляли курганские хоккеисты, а на подмогу им приезжали мастера из Тюмени. В сезоне 1995/96 команда лишилась приставки «Турбинка», а костяк состава во главе с тренером А. Н. Васильевым перебрался на корт СШ № 20, ставшей постоянной базой клуба «под открытым небом» вплоть до 2001 года. В команду были приглашены дублёры тюменского «Рубина» (в этом же сезоне «Мостовик» стал его фарм-клубом); по итогом сезона клуб «Мостовик» занял 5-е место.
В сезоне 1999/2000 «Мостовик» выступал в Российской хоккейной лиге, переходные матчи с клубом «Металлург» (Серов) курганцы проиграли. Сезон 2000/2001 курганцы снова провели в первой лиге, выступив менее удачно, заняв 5-е место. 6 сентября 2001 года на матче Кубка УрФО «Мостовик» — «Газовик» (Тюмень) произошло официальное открытие ЛДС «Мостовик». Победу со счетом 6:1 одержали гости.
В команду перед сезоном был приглашен С. Р. Герсонский со своими воспитанниками. В Курган приехали играть Андрей Таратухин, Александр Пережогин, Александр Головин, причем первые двое долгое время возглавляли список лучших бомбардиров дивизиона. Взятого темпа молодёжь не выдержала, и постепенно команда опустилась на двенадцатое место. Пережогин и Таратухин стали в этом сезоне чемпионами мира среди молодёжных команд. В сезоне 2002/03 из прошлогоднего состава осталось только 4 хоккеиста. Ушли и бывшие тренеры, на место которых были приглашены Малько и Краев. Они сделали упор на опытных хоккеистов, начинавших свой спортивный путь в Екатеринбурге и Челябинске, и знакомых им по совместной работе в «Динамо-Энергия» и «Спутнике». Курганцы заняли третье место в дивизионе и впервые в своей истории вышли в финал высшей лиги. Готовясь к этому турниру, «Мостовик» впервые в своей истории выиграл предсезонный турнир — Кубок Уральского Федерального округа. Третий сезон в высшей лиге (2003/04) команда встретила с новым составом и новым названием. Клуб стал называться «Зауралье», поскольку львиную долю в его финансировании стал нести областной бюджет. Перед коллективом была поставлена задача: выйти в плей-офф высшей лиги. «Зауралье» достигло поставленной цели. В конце сезона прошла встреча с московским «Спартаком» в 1/8 финала плей-офф высшей лиги, которую «Зауралье» выиграло.
1 июня 2020 года был представлен новый товарный знак (логотип), на котором изображен бобр Мостик. Прежний товарный знак служил на протяжении семнадцати лет, претерпевая лишь небольшие косметические правки.

## Название клуба
После основания в 1961 году клуб имел следующие названия:
- Зауралец (1961—1993)
- Мостовик (1993—1994)
- Мостовик-Турбинка (1994—1995)
- Мостовик (1995—2003)
- Зауралье (с 2003)

## Статистика
И — количество проведенных игр, В — выигрыши в основное время, ВО — выигрыши в овертайме, ВБ — выигрыши в послематчевых буллитах, Н — ничьи, ПО — проигрыши в овертайме, ПБ — проигрыши в послематчевых буллитах, П — проигрыши в основное время, О — количество набранных очков, Ш — соотношение забитых и пропущенных голов, РС — место по результатам регулярного сезона
| Сезон   | Лига                     | И  | В  | ВО | ВБ | Н | ПО | ПБ | П  | О   | Ш       | РС | Плей-офф                                                                                             | Лучший бомбардир                          |
| ------- | ------------------------ | -- | -- | -- | -- | - | -- | -- | -- | --- | ------- | -- | --- | ----------------------------------------- |
| 1995/96 | Вторая лига              | —  | —  | —  | —  | — | —  | —  | —  | —   | —       | —  | В плей-офф не играли                                                                                 |                                           |
| 1996/97 | Вторая лига              | 24 | 12 | —  | —  | 3 | —  | —  | 9  | 27  | 83-60   | 4  | В плей-офф не играли                                                                                 |                                           |
| 1997/98 | Вторая лига              | 20 | 10 | —  | —  | 6 | —  | —  | 4  | 26  | 104-55  | 2  | 4 место (из 4 команд)                                                                                |                                           |
| 1998/99 | Вторая лига              | 24 | 19 | —  | —  | 1 | —  | —  | 4  | 39  | 138-74  | 2  | Бронзовый призёр                                                                                     |                                           |
| 1999/00 | Первая лига              | 40 | 27 | —  | —  | 7 | —  | —  | 6  | 61  | 176-96  | 1  | Проиграли в переходном турнире: 2-3 «Металлург» (Серов)                                              |                                           |
| 2000/01 | Первая лига              | 48 | 26 | 0  | —  | 6 | 0  | —  | 16 | 106 | 199-140 | 5  | В плей-офф не играли                                                                                 |                                           |
| 2001/02 | Высшая лига              | 56 | 19 | 1  | —  | 2 | 2  | —  | 32 | 63  | 151-207 | 12 | В плей-офф не играли                                                                                 | Антон Курьянов (39 очков)                 |
| 2002/03 | Высшая лига              | 52 | 28 | 1  | —  | 9 | 1  | —  | 13 | 96  | 177-120 | 3  | 7 место (из 8 команд)                                                                                | Андрей Петраков (52 очка)                 |
| 2003/04 | Высшая лига              | 52 | 21 | 2  | —  | 7 | 1  | —  | 21 | 75  | 142-136 | 9  | Проиграли в первом раунде: 1-3 «Спартак» (Москва)                                                    | Эльдар Нажмутдинов (23 очка)              |
| 2004/05 | Высшая лига              | 52 | 19 | 0  | —  | 6 | 1  | —  | 26 | 64  | 127-174 | 10 | Проиграли в первом раунде: 0-3 ХК «МВД» (Тверь)                                                      | Денис Леонов (29 очков)                   |
| 2005/06 | Высшая лига              | 48 | 13 | 0  | —  | 5 | 1  | —  | 29 | 45  | 109-151 | 11 | В плей-офф не играли                                                                                 | Юрий Кокшаров, Андрей Петраков (20 очков) |
| 2006/07 | Высшая лига              | 56 | 31 | 1  | —  | 4 | 1  | —  | 19 | 100 | 151-137 | 5  | Проиграли в первом раунде: 1-3 ХК Белгород                                                           | Максим Юшков (40 очков)                   |
| 2007/08 | Высшая лига              | 52 | 15 | 1  | 4  | — | 1  | 4  | 27 | 60  | 120-150 | 12 | В плей-офф не играли                                                                                 | Алексей Чечин (31 очко)                   |
| 2008/09 | Высшая лига              | 54 | 9  | 2  | —  | 0 | 7  | —  | 36 | 38  | 108-188 | 10 | В плей-офф не играли                                                                                 | Андрей Максименко (29 очков)              |
| 2009/10 | Высшая лига              | 42 | 15 | 6  | —  | 0 | 4  | —  | 17 | 61  | 121-127 | 4  | Проиграли в первом раунде: 1-3 «Торпедо» (Усть-Каменогорск)                                          | Евгений Чемерилов (31 очко)               |
| 2010/11 | ВХЛ                      | 56 | 20 | 2  | 8  | — | 3  | 3  | 20 | 86  | 153-147 | 10 | Проиграли в первом раунде: 1-3 «Торос» (Нефтекамск)                                                  | Василий Мордвинов (42 очка)               |
| 2011/12 | ВХЛ                      | 53 | 17 | 2  | 4  | — | 6  | 1  | 23 | 70  | 140-159 | 16 | В плей-офф не играли                                                                                 | Константин Куликов (26 очков)             |
| 2012/13 | ВХЛ                      | 52 | 11 | 3  | 3  | — | 7  | 2  | 26 | 54  | 120-163 | 25 | В плей-офф не играли                                                                                 | Илья Ахметов (30 очков)                   |
| 2013/14 | ВХЛ                      | 50 | 8  | 1  | 2  | — | 2  | 3  | 34 | 35  | 81-146  | 26 | В плей-офф не играли                                                                                 | Дмитрий Беляков (18 очков)                |
| 2014/15 | ВХЛ                      | 52 | 22 | 2  | 3  | — | 3  | 4  | 18 | 83  | 116-94  | 9  | Проиграли в первом раунде: 2-4 «Торос» (Нефтекамск)                                                  | Егор Синелёв, Кирилл Старцев (22 очка)    |
| 2015/16 | ВХЛ                      | 49 | 22 | 1  | 4  | — | 6  | 1  | 15 | 83  | 117-99  | 11 | Проиграли в первом раунде: 1-4 «Ермак» (Ангарск)                                                     | Иван Киселёв (38 очков)                   |
| 2016/17 | ВХЛ                      | 50 | 24 | 0  | 4  | — | 5  | 3  | 14 | 88  | 120-107 | 8  | Уступили в 1/2 финала: 4-3 «Сокол» (Красноярск), 4-2 «Сарыарка» (Караганда), 0-4 «Динамо» (Балашиха) | Максим Первухин (38 очков)                |
| 2017/18 | ВХЛ                      | 52 | 25 | 7  | 4  | — | 0  | 1  | 15 | 98  | 141-101 | 5  | Уступили в 1/2 финала: 4-0 «Звезда» (Чехов), 4-1 «Ермак» (Ангарск), 0-4 «Динамо» (Санкт-Петербург)   | Денис Цыганов (34 очка)                   |
| 2018/19 | ВХЛ-Кубок Шёлкового пути | 56 | 23 | 7  | 2  | — | 6  | 5  | 13 | 75  | 161-134 | 8  | Уступили в 1/4 финала: 3-1 «Химик» (Воскресенск), 2-4 «Торос» (Нефтекамск)                           | Денис Цыганов (50 очков)                  |
| 2019/20 | ВХЛ-Кубок Шёлкового пути | 54 | 20 | 4  | 4  | — | 2  | 3  | 21 | 61  | 124-118 | 10 | В плей-офф не играли                                                                                 | Камиль Шиафотдинов (33 очка)              |
| 2020/21 | ВХЛ-Кубок Шёлкового пути | 50 | 15 | 1  | 3  | — | 3  | 6  | 22 | 47  | 98-127  | 20 | В плей-офф не играли                                                                                 | Евгений Сулимов (20 очков)                |
| 2021/22 | ВХЛ-Кубок Шёлкового пути | 52 | 18 | 1  | 5  | — | 2  | 7  | 19 | 57  | 115-134 | 14 | Проиграли в первом раунде: 1-4 «Рубин» (Тюмень)                                                      | Александр Ремов (33 очка)                 |
| 2022/23 | ВХЛ-Кубок Шёлкового пути | 50 | 23 | 1  | 4  | — | 3  | 3  | 16 | 62  | 134-116 | 10 | Уступили в 1/4 финала: 4-2 «Нефтяник» (Альметьевск), 1-4 «Химик» (Воскресенск)                       | Владимир Пешехонов (42 очка)              |
| 2023/24 | ВХЛ-Кубок Шёлкового пути | 56 | 27 | 5  | 8  | — | 0  | 3  | 13 | 83  | 169-122 | 3  | Уступили в 1/4 финала: 4-3 «Звезда» (Москва), 2-4 «Нефтяник» (Альметьевск)                           | Камиль Шиафотдинов (45 очков)             |
| 2024/25 | ВХЛ                      | 64 | 26 | 4  | 5  | — | 3  | 4  | 22 | 77  | 168-145 | 12 | Проиграли в первом раунде: 3-4 «Химик» (Воскресенск)                                                 | Егор Круженков (42 очка)                  |

## Достижения
Источник.

### Международные
Кубок президента АО «ССГПО» в городе Рудный (Казахстан)
- Победитель (2): 2009, 2010

Турнир посвящённый Дню шахтёра и Дню Конституции Республики Казахстан
- Победитель (1): 2004

### Национальные
Первая лига
- Чемпион (1): 2000/2001

Вторая лига — зона Урал (Север)
- Финалист (1): 1998/1999
- Бронза(1): 1998/1999

ВХЛ
- Серебряный призер (1): 2016/2017[6]

Кубок «Русской классики»
- Обладатель (1): 2019

«Кубок Открытия ВХЛ»
- Обладатель (1): 2017

Рубиновый Кубок
- Обладатель (1): 2016

Кубок УрФО
- Обладатель (1): 2002
- Бронза (2): 2003, 2005

Кубок губернатора Курганской области
- Финалист (2): 2006, 2007
- Бронза (1): 2008

Кубок Зернового союза
- Бронза (1): 2012

Кубок губернатора Оренбургской области
- Финалист (1): 2013

Кубок Прикамья
- Обладатель (3): 2017, 2018, 2023
- Бронза (4): 2014, 2019, 2021, 2022

### Межсезонные
Мемориал Н. В. Парышева
- Победитель (6): 2009, 2010, 2012, 2018, 2019, 2022
- Второе место (6): 2011, 2013, 2014, 2016, 2017, 2021
- Третье место (2): 2015, 2023

Турнир, посвященный Дню образования Тюменской области
- Финалист (1): 2018

Турнир памяти Д. Тертышного
- Финалист (2): 2002, 2007

Международный турнир посвящённый 70-летию ЧТЗ
- Финалист (1): 2003

Мемориал В. С. Тарасова
- Финалист (1): 2007

Турнир посвящённый Дню работника нефтяной и газовой промышленности
- Финалист (1): 2011

Турнир памяти А. И. Дубко
- Финалист (1): 2011

Турнир на призы ОАО "НПК «Уралвагонзавод»
- Бронза (1): 2014

Турнир на призы ХК «Трактор»
- Бронза (1): 1996

Турнир посвящённый дню города Нижний Тагил
- Бронза (1): 2005

## Стадион
- Ледовый дворец спорта имени Н. В. Парышева

Дата создания: 2001 год

Вместимость: 2500

Адрес: 1-а микрорайон, 7

## Клубные цвета
| Голубой | Синий | Белый |

## Команда

### Руководство
- Директор клуба — Алексей Чечин

### Тренеры
- Главный тренер — Артём Седунов
- Тренер — Павел Воробьёв
- Тренер — Игорь Горбенко
- Тренер по ОФП — Денис Гаврилов
- Тренер вратарей — Виктор Долгушин
- Видеотренер — Кирилл Тепцов

### Персонал
- Начальник команды — Валерий Катайцев
- Администратор — Михаил Художитков

## Текущий состав[7]
| №          | М         | Игрок                        | Страна      | Дата рождения              | Бывший клуб                |
| Вратари    | Вратари   | Вратари                      | Вратари     | Вратари                    | Вратари                    |
| ---------- | --------- | ---------------------------- | ----------- | -------------------------- | -------------------------- |
|            | зелёная ✓ | Сергей Важенин               | Флаг России | 3 ноября 2006 (18 лет)     | МХК Калуга (Калуга)        |
|            |           | Захар Виноградов             | Флаг России | 19 ноября 2002 (22 года)   | Химик (Воскресенск)        |
|            |           | Илья Горбунов                | Флаг России | 19 марта 2001 (24 года)    | ХК Ростов (Ростов-на-Дону) |
|            |           | Иван Ерёмин                  | Флаг России | 22 июня 2004 (21 год)      | Факел-Ямал (Салехард)      |
| Защитники  |           |                              |             |                            |                            |
| 16         |           | Илья Аввакумов               | Флаг России | 11 сентября 2000 (24 года) | Нефтяник (Альметьевск)     |
| 50         |           | Арсений Пожидаев             | Флаг России | 22 января 2004 (21 год)    | Химик (Воскресенск)        |
| 58         |           | Максим Верёвкин              | Флаг России | 12 января 1990 (35 лет)    | Молот (Пермь)              |
| 61         |           | Глеб Кожемякин               | Флаг России | 16 января 1998 (27 лет)    | ХК Норильск (Норильск)     |
|            |           | Инсаф Африданов              | Флаг России | 5 мая 2005 (20 лет)        | МХК Молот (Пермь)          |
|            |           | Фёдор Беляков                | Флаг России | 10 апреля 1993 (32 года)   | Звезда (Москва)            |
|            |           | Игорь Исаев                  | Флаг России | 8 августа 1995 (30 лет)    | ХК Норильск (Норильск)     |
|            | зелёная ✓ | Александр Марамыгин (просм.) | Флаг России | 11 октября 2007 (17 лет)   | Зауралье-2007 (Курган)     |
|            |           | Александр Мифтяев (просм.)   | Флаг России | 8 мая 2004 (21 год)        | Буран (Воронеж)            |
|            |           | Кирилл Шапенков (просм.)     | Флаг России | 30 марта 2004 (21 год)     | СКА-Нева (Санкт-Петербург) |
|            |           | Александр Шикун              | Флаг России | 3 августа 1999 (26 лет)    | Олимпия (Кирово-Чепецк)    |
| Нападающие |           |                              |             |                            |                            |
| 13         |           | Антон Угольников             | Флаг России | 27 июня 1996 (29 лет)      | Рязань-ВДВ (Рязань)        |
| 73         |           | Александр Агапов             | Флаг России | 13 февраля 2002 (23 года)  | Челны (Набережные Челны)   |
| 78         |           | Александр Комаристый         | Флаг России | 2 октября 1989 (35 лет)    | АКМ (Тула)                 |
| 82         |           | Иван Ширяев                  | Флаг России | 24 августа 1999 (25 лет)   | Горняк (Рудный)            |
| 86         |           | Кирилл Тагиров               | Флаг России | 6 марта 2001 (24 года)     | ЦСК ВВС (Самара)           |
| 97         |           | Алексей Богданов             | Флаг России | 12 февраля 1997 (28 лет)   | Батыр (Нефтекамск)         |
|            |           | Артём Антипов                | Флаг России | 24 мая 1994 (31 год)       | ХК Норильск (Норильск)     |
|            |           | Даниил Балдаев               | Флаг России | 7 февраля 2004 (21 год)    | Рязань-ВДВ (Рязань)        |
|            | зелёная ✓ | Иван Ковязин (просм.)        | Флаг России | 12 марта 2004 (21 год)     | Полёт (Рыбинск)            |
|            |           | Иван Козлов                  | Флаг России | 26 марта 1999 (26 лет)     | Югра (Ханты-Мансийск)      |
|            |           | Алексей Липанов              | Флаг России | 17 августа 1999 (26 лет)   | Челмет (Челябинск)         |
|            |           | Серафим Низовцев             | Флаг России | 11 мая 2005 (20 лет)       | МХК Атлант (Мытищи)        |
|            |           | Леонид Пасманик              | Флаг России | 16 февраля 2000 (25 лет)   | Магнитка (Магнитогорск)    |
|            |           | Константин Рыжов             | Флаг России | 28 июля 1995 (30 лет)      | Юнисон (Москва)            |
|            |           | Валерий Сапожников           | Флаг России | 21 августа 2002 (22 года)  | Магнитка (Магнитогорск)    |
|            |           | Иван Селиванов (просм.)      | Флаг России | 16 сентября 2005 (19 лет)  | МХК Динамо (Красногорск)   |
|            |           | Николай Смирнов              | Флаг России | 25 января 2002 (23 года)   | ЦСК ВВС (Самара)           |
|            |           |                              |             |                            |                            |

## Главные тренеры с 1990 года
- Филиппов, Леонид Евгеньевич (1990—1994), «Турбинка»
- Васильев, Анатолий Николаевич (1994—2001), «Мостовик-Турбинка», «Мостовик»

| Тренер              | Дата рождения            | Начало          | Конец           | Бывший клуб              |
| ------------------- | ------------------------ | --------------- | --------------- | ------------------------ |
| Сергей Герсонский   | 21 февраля 1960 (65 лет) | 2001            | 2002            | Юниорская сборная России |
| Михаил Малько       | 21 октября 1946 (78 лет) | 2002            | 2006            | Спутник                  |
| Юрий Пережогин      | 4 мая 1947 (78 лет)      | 2006            | 2007            | Спутник                  |
| Олег Гущин          | 19 апреля 1971 (54 года) | 2007            | 2008            | Энергия                  |
| Владимир Собровин   | 3 ноября 1944 (80 лет)   | 2008            | 2009            | Энергия                  |
| Игорь Жилинский     | 16 января 1963 (62 года) | март — май 2009 | март — май 2009 | Авангард                 |
| Владимир Шиханов    | 16 марта 1957 (68 лет)   | 2009            | 2013            | ЦСК ВВС                  |
| Игорь Велькер       | 18 марта 1964 (61 год)   | 2013            | 2013            | Юниор (Курган)           |
| Сергей Душкин       | 17 марта 1970 (55 лет)   | 2013            | 2015            | Прогресс                 |
| Альберт Логинов     | 12 апреля 1970 (55 лет)  | 2015            | 2016            | Челны                    |
| Михаил Звягин       | 22 ноября 1974 (50 лет)  | 2016            | 2018            | Юниор (Курган)           |
| Альберт Логинов     | 12 апреля 1970 (55 лет)  | 2018            | 2019            | Северсталь               |
| Алексей Чечин       | 9 мая 1981 (44 года)     | 2019            | 2020            | Юниор (Курган)           |
| Александр Смагин    | 21 января 1971 (54 года) | 2020            | 2020            | Зауралье — ген. менеджер |
| Александр Прокопьев | 10 июня 1971 (54 года)   | 2020            | 2021            | Тамбов                   |
| Михаил Звягин       | 22 ноября 1974 (50 лет)  | 2021            | 2024            | Рубин                    |
| Артём Седунов       | 18 января 1988 (37 лет)  | 2024            | н.в.            | АКМ                      |

## Воспитанники
В Кургане воспитаны:
- Дмитрий Парышев — 9 сезонов за «Зауралье» (1995—2003).
- Дмитрий Шурупов — Бронзовый призёр Первой Лиги (2004/05), в настоящий момент тренер «Зауралье-2000» (юноши 2000 г.р.).
- Ринат Баймухаметов — Серебряный призёр Кубка Европейских Чемпионов (1976/77), бронзовый призёр Чемпионата СССР (1978/79, 1979/80), обладатель Кубка Шпенглера (1980).

## Индивидуальные рекорды

### За всю историю клуба
| №   | Игрок              | Сезоны                   | Кол-во матчей |
| --- | ------------------ | ------------------------ | ------------- |
| 1   | Алексей Чечин      | 2006-2018                | 485           |
| 2   | Евгений Сулимов    | 2014-2022                | 377           |
| 3   | Антон Рехтин       | 2014-2022 (с перерывами) | 360           |
| 4   | Андрей Максименко  | 2007-2013                | 309           |
| 5   | Денис Леонов       | 2002-2009 (с перерывами) | 288           |
| 6   | Григорий Глебов    | 2016-2025 (с перерывами) | 286           |
| 7   | Роман Горбунов     | 2002-2012 (с перерывами) | 277           |
| 8-9 | Игорь Григорьев    | 2002-2012 (с перерывами) | 272           |
| 8-9 | Евгений Ярославлев | 2018-2024                | 272           |
| 10  | Алексей Богданов   | 2019-н.в.                | 260           |

| №  | Игрок              | Сезоны                   | Кол-во очков |
| -- | ------------------ | ------------------------ | ------------ |
| 1  | Алексей Чечин      | 2006-2018                | 170          |
| 2  | Камиль Шиафотдинов | 2018-2025 (с перерывами) | 148          |
| 3  | Евгений Сулимов    | 2014-2022                | 144          |
| 4  | Андрей Максименко  | 2007-2013                | 130          |
| 5  | Денис Леонов       | 2002-2009 (с перерывами) | 127          |
| 6  | Сергей Бровин      | 2002-2012 (с перерывами) | 123          |
| 7  | Максим Черников    | 2001-2008 (с перерывами) | 115          |
| 8  | Денис Цыганов      | 2016-2023 (с перерывами) | 109          |
| 9  | Антон Рехтин       | 2014-2022 (с перерывами) | 103          |
| 10 | Григорий Глебов    | 2016-2025 (с перерывами) | 102          |

| №   | Игрок              | Сезоны                   | Кол-во шайб |
| --- | ------------------ | ------------------------ | ----------- |
| 1   | Денис Леонов       | 2002-2009 (с перерывами) | 65          |
| 2   | Андрей Максименко  | 2007-2013                | 61          |
| 3   | Сергей Бровин      | 2002-2012 (с перерывами) | 58          |
| 4   | Алексей Чечин      | 2006-2018                | 54          |
| 5   | Константин Куликов | 2009-2013                | 53          |
| 6   | Денис Цыганов      | 2016-2023 (с перерывами) | 51          |
| 7   | Василий Мордвинов  | 2007-2012                | 50          |
| 8-9 | Артур Болтанов     | 2017-2025 (с перерывами) | 47          |
| 8-9 | Максим Черников    | 2001-2008 (с перерывами) | 47          |
| 10  | Антон Рехтин       | 2014-2022 (с перерывами) | 46          |

### За сезон
- Наибольшее количество очков за сезон: Андрей Петраков — 52 (25+27 в 2002/03).
- Наибольшее количество заброшенных шайб за сезон: Денис Цыганов — 28 (2018/19).
- Наибольшее количество результативных передач за сезон: Максим Черников — 34 (2002/03).
- Лучший коэффициент полезности (+/-) за сезон: Александр Пелевин — +24 (2023/24).
- Наибольшее количество штрафных минут за сезон: Андрей Королев — 91 (2007/08).
- Наибольшее количество очков, набранных защитником за один сезон: Иван Гавриленко — 32 (8+24 в 2023/24).
- Наибольшее количество заброшенных шайб защитником за один сезон: Евгений Сулимов — 13 (2018/19), Григорий Глебов — 13 (2018/19).